# The X Factor (Британія)
The X Factor — британське співоче реаліті-шоу на телеканалі ITV, мета якого знаходження нових співочих талантів Великої Британії. Шоу створене Саймоном Ковеллом у 2004 і з того часу щорічно проходить із серпня/вересня по грудень. Наразі було випущено 15 сезонів. Шоу має високу популярність у Британії: шостий сезон мав 19,7 мільйонів переглядів.

## Переможці
- 1 сезон: Steve Brookstein
- 2 сезон: Shayne Ward
- 3 сезон: Леона Льюїс
- 4 сезон: Leon Jackson
- 5 сезон: Александра Берк
- 6 сезон: Joe McElderry
- 7 сезон: Matt Cardle
- 8 сезон: Little Mix
- 9 сезон: Джеймс Артур
- 10 сезон: Sam Bailey
- 11 сезон: Ben Haenow
- 12 сезон: Louisa Johnson
- 13 сезон: Метт Террі
- 14 сезон: Rak-Su
- 15 сезон: Dalton Harris

## Судді

Галерея суддів
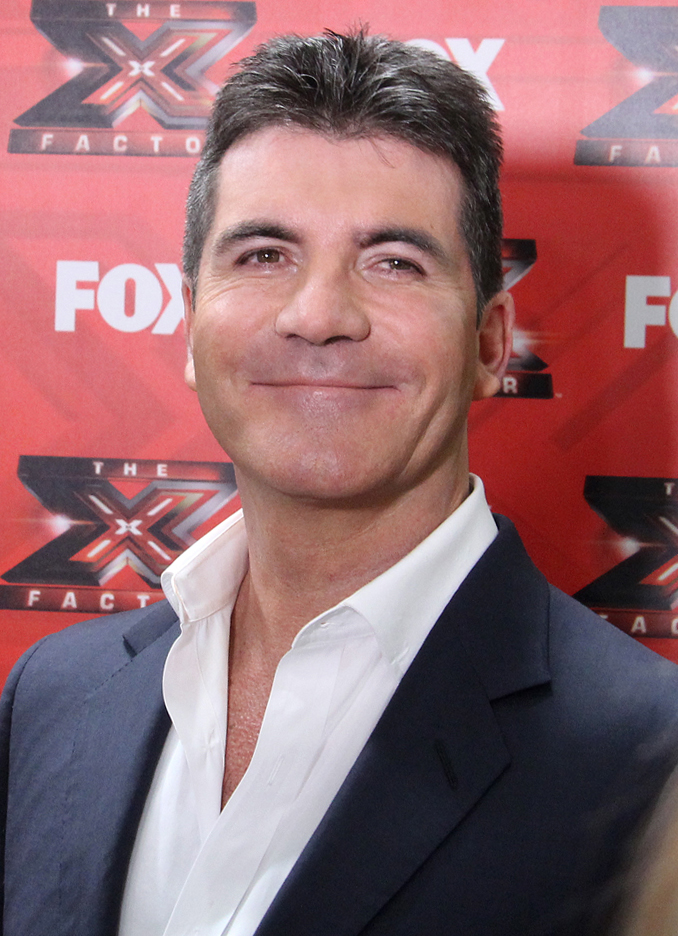
Саймон Ковелл (2004–2010, 2014–)
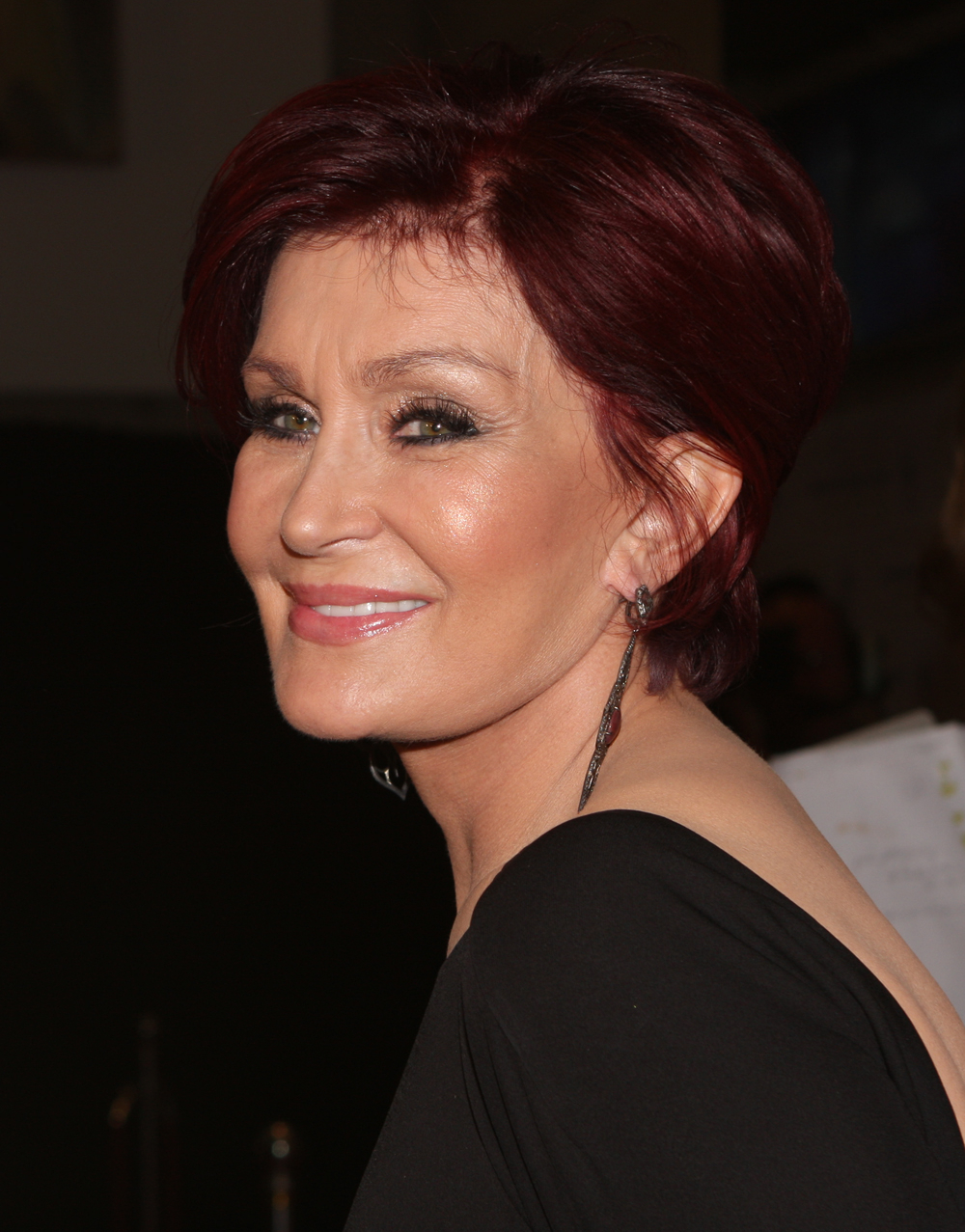
Sharon Osbourne (2004–2007, 2013, 2016–2017)
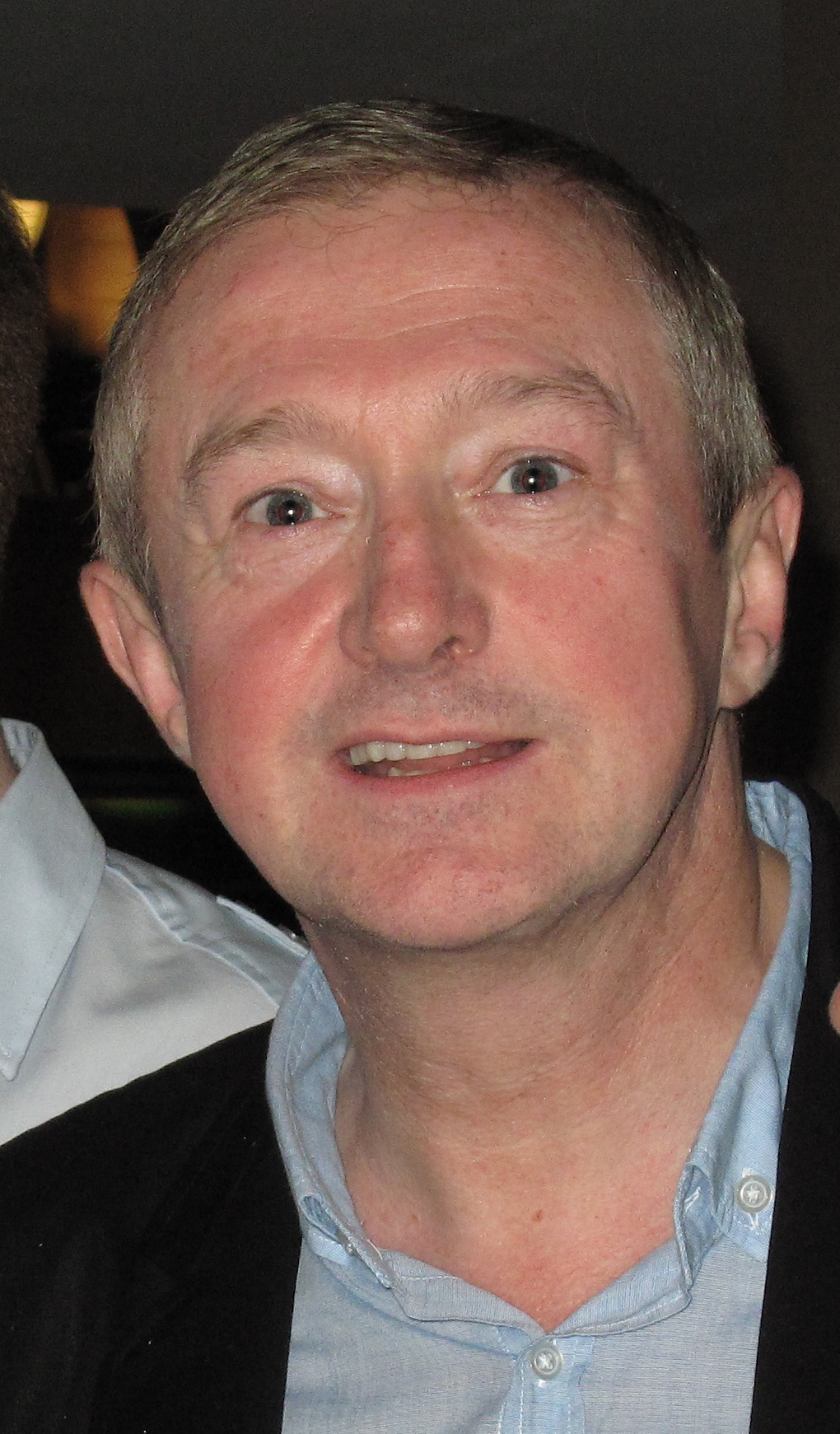
Louis Walsh (2004–2014, 2016–2017)
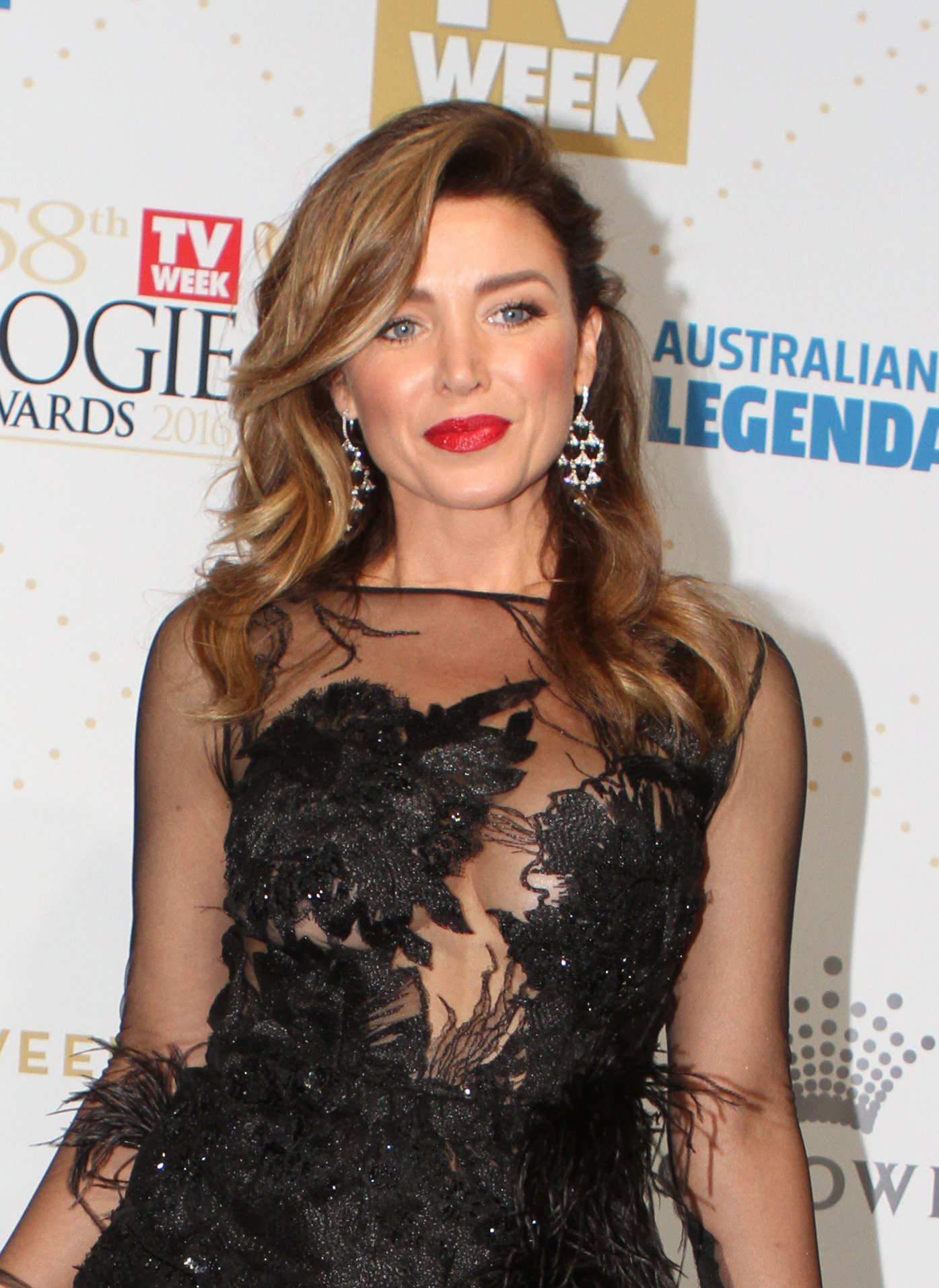
Данні Міноуг (2007–2010)
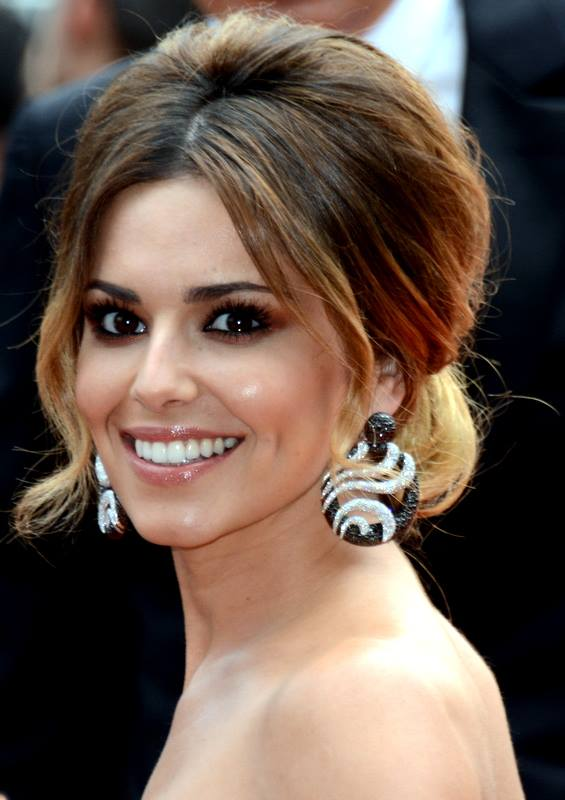
Шеріл Коул (2008–2010, 2014–2015)
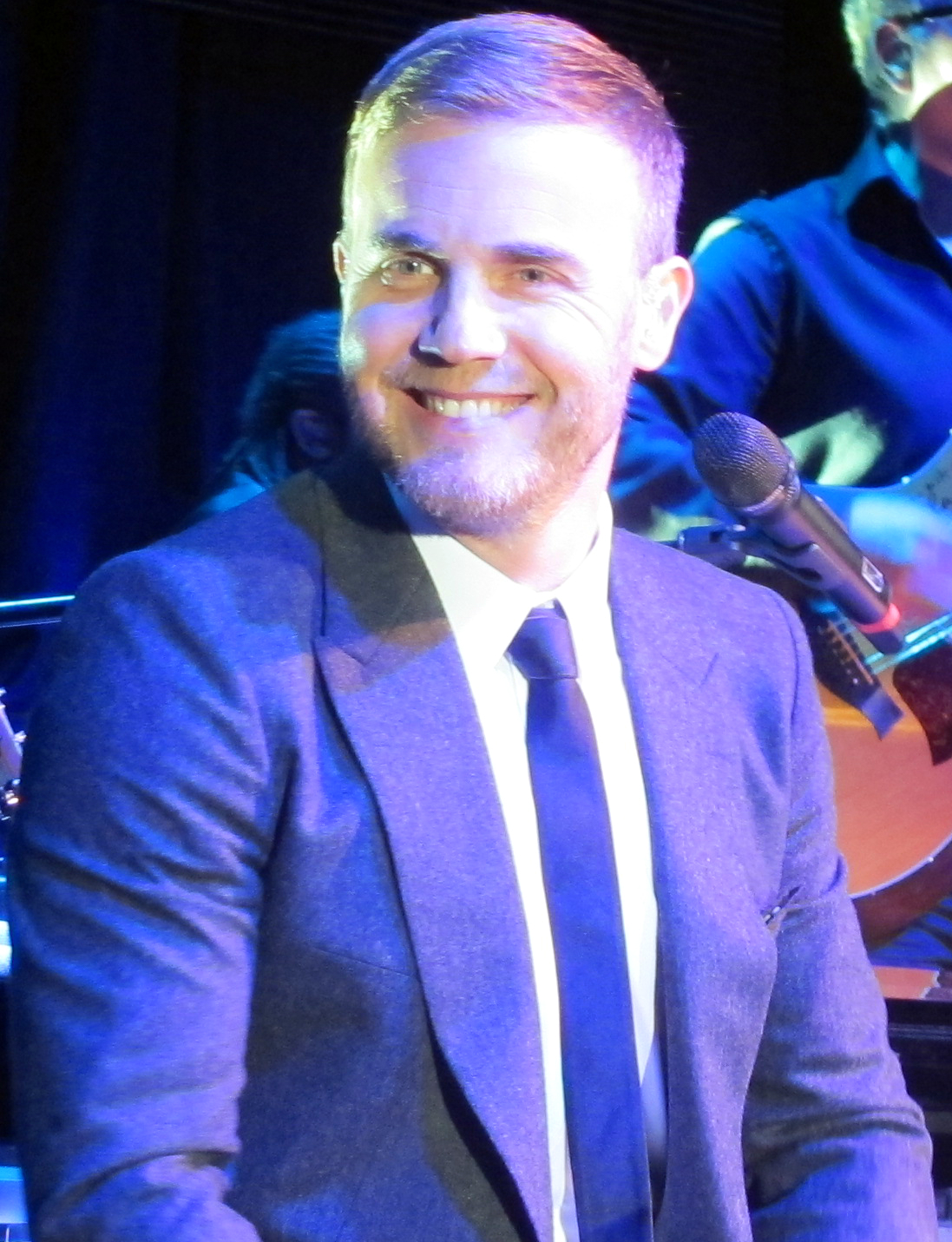
Ґері Барлоу (2011–2013)
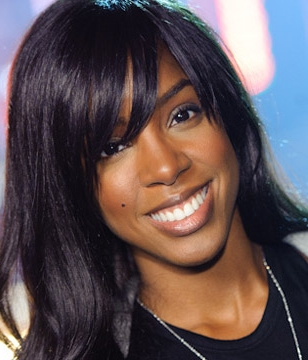
Келлі Роуленд (2011)
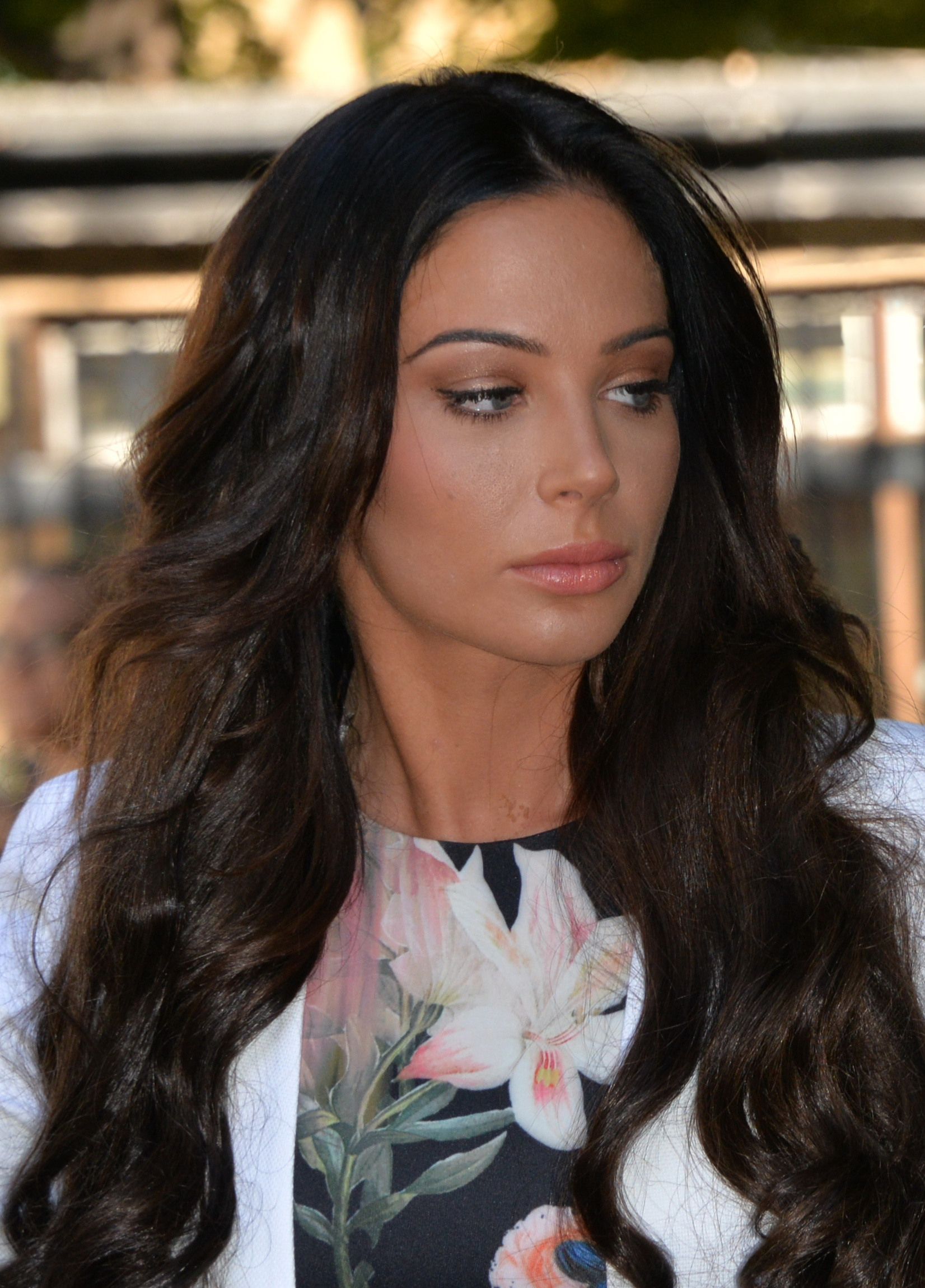
Tulisa (2011–2012)
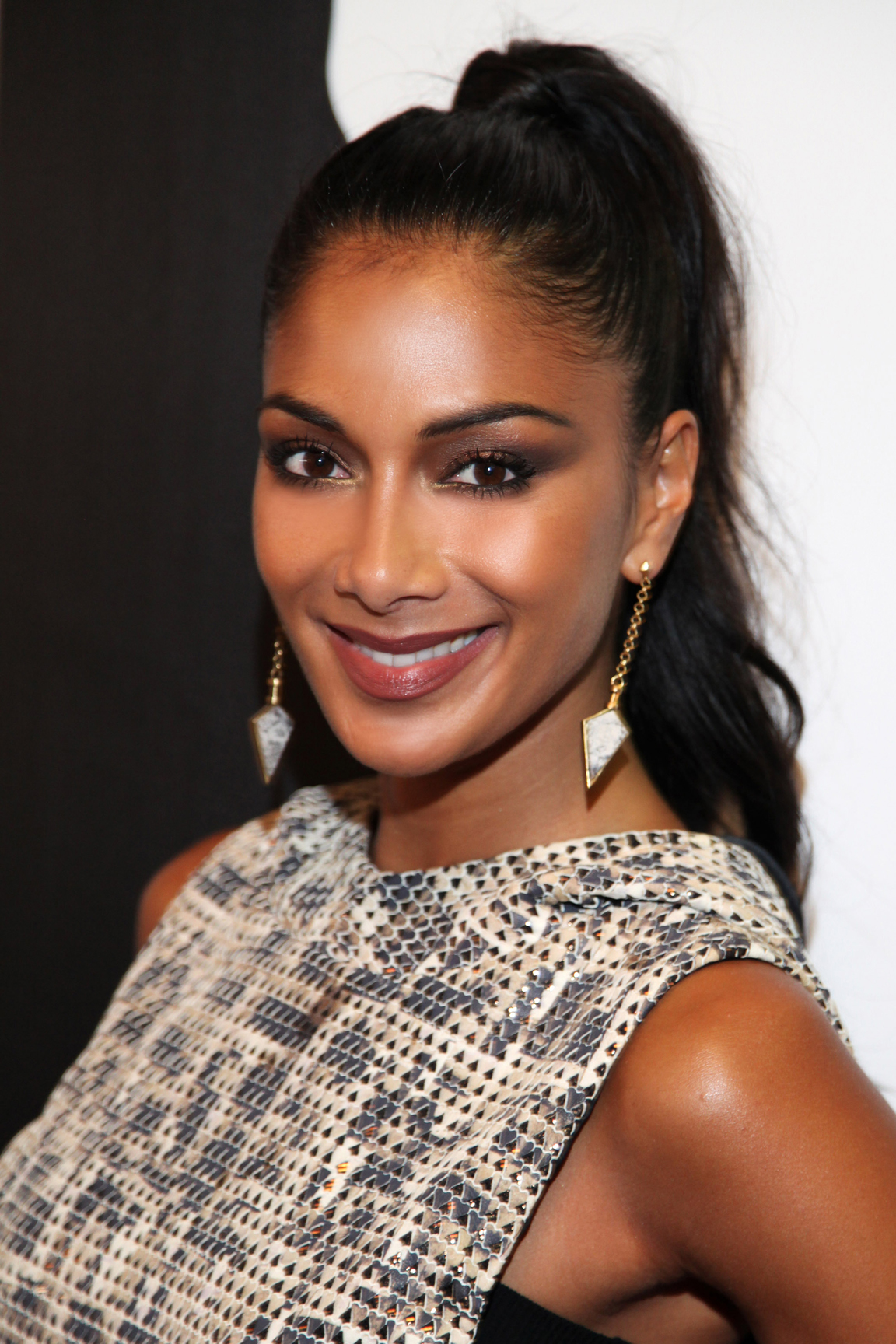
Ніколь Шерзінгер (2012–2013, 2016–2017)
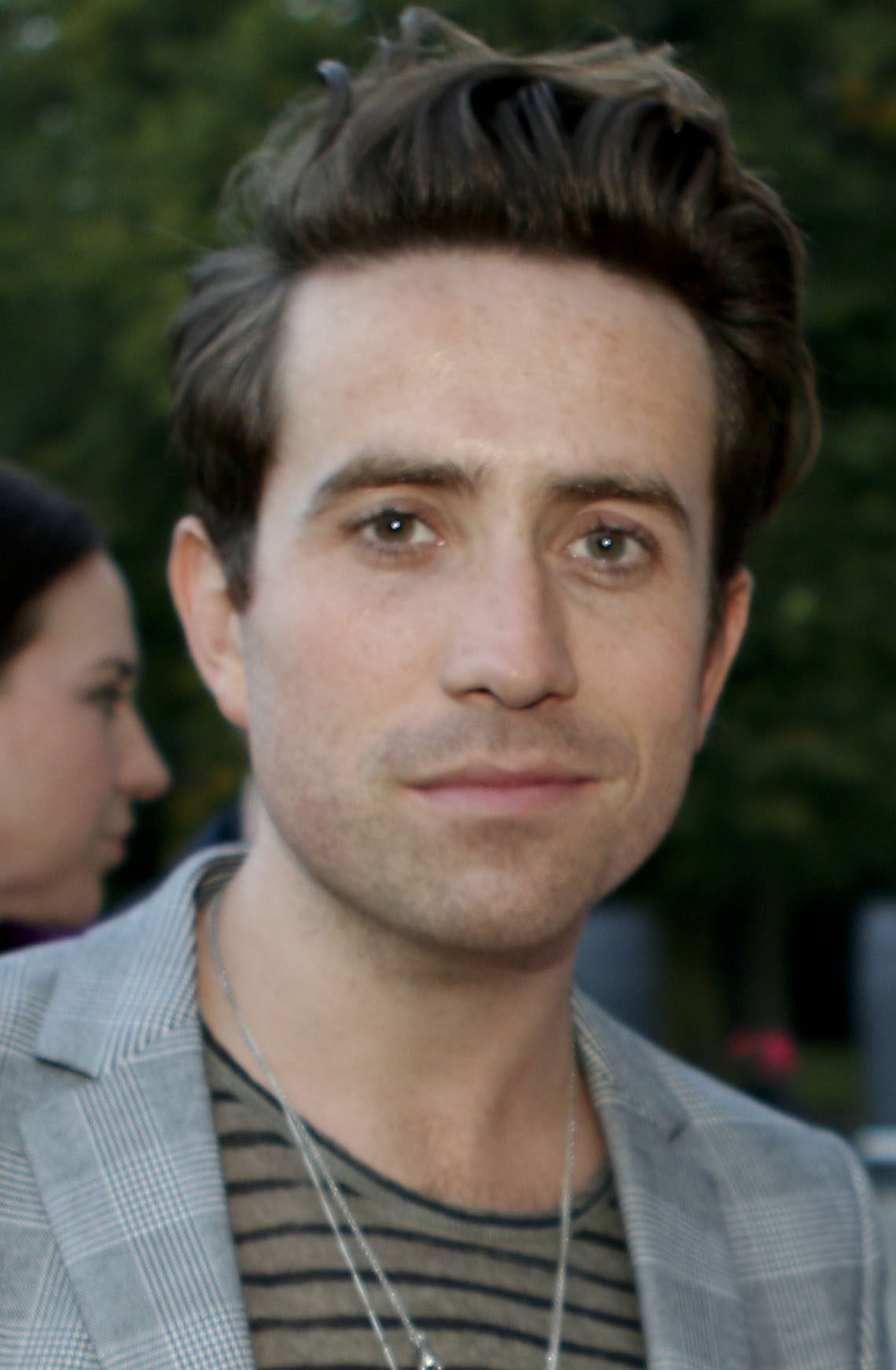
Nick Grimshaw (2015)
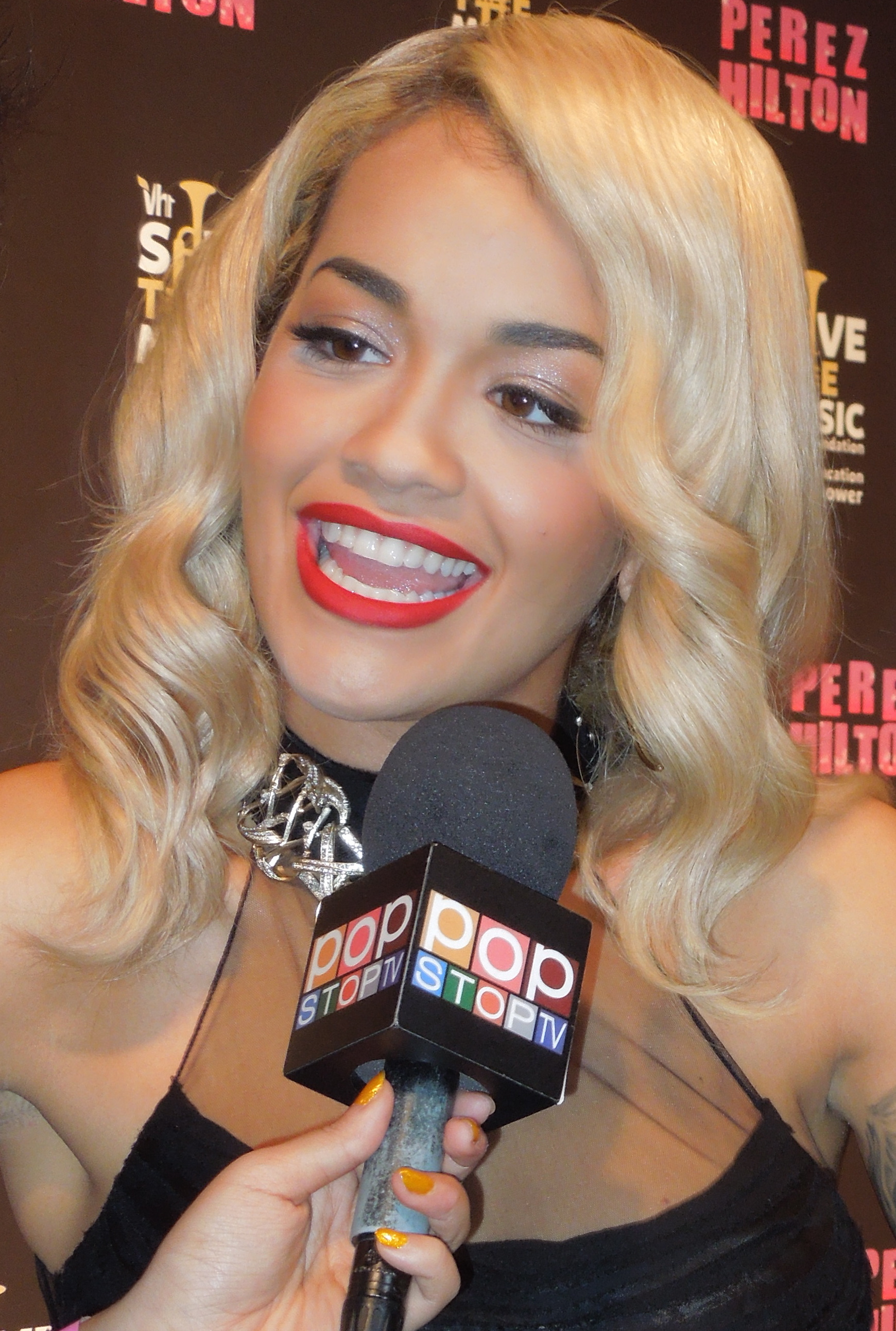
Ріта Ора (2015)
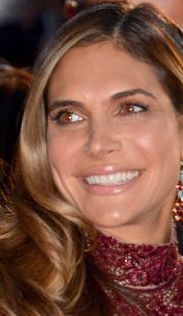
Ayda Field (2018–)
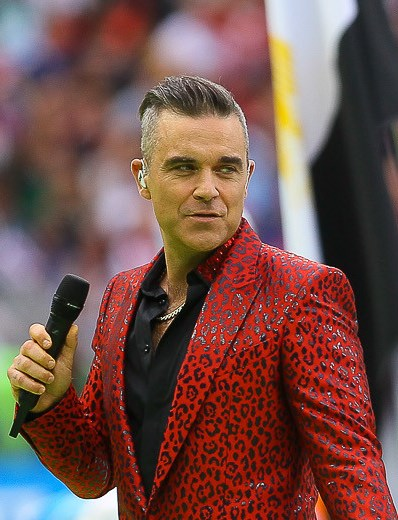
Роббі Вільямс (2018–)
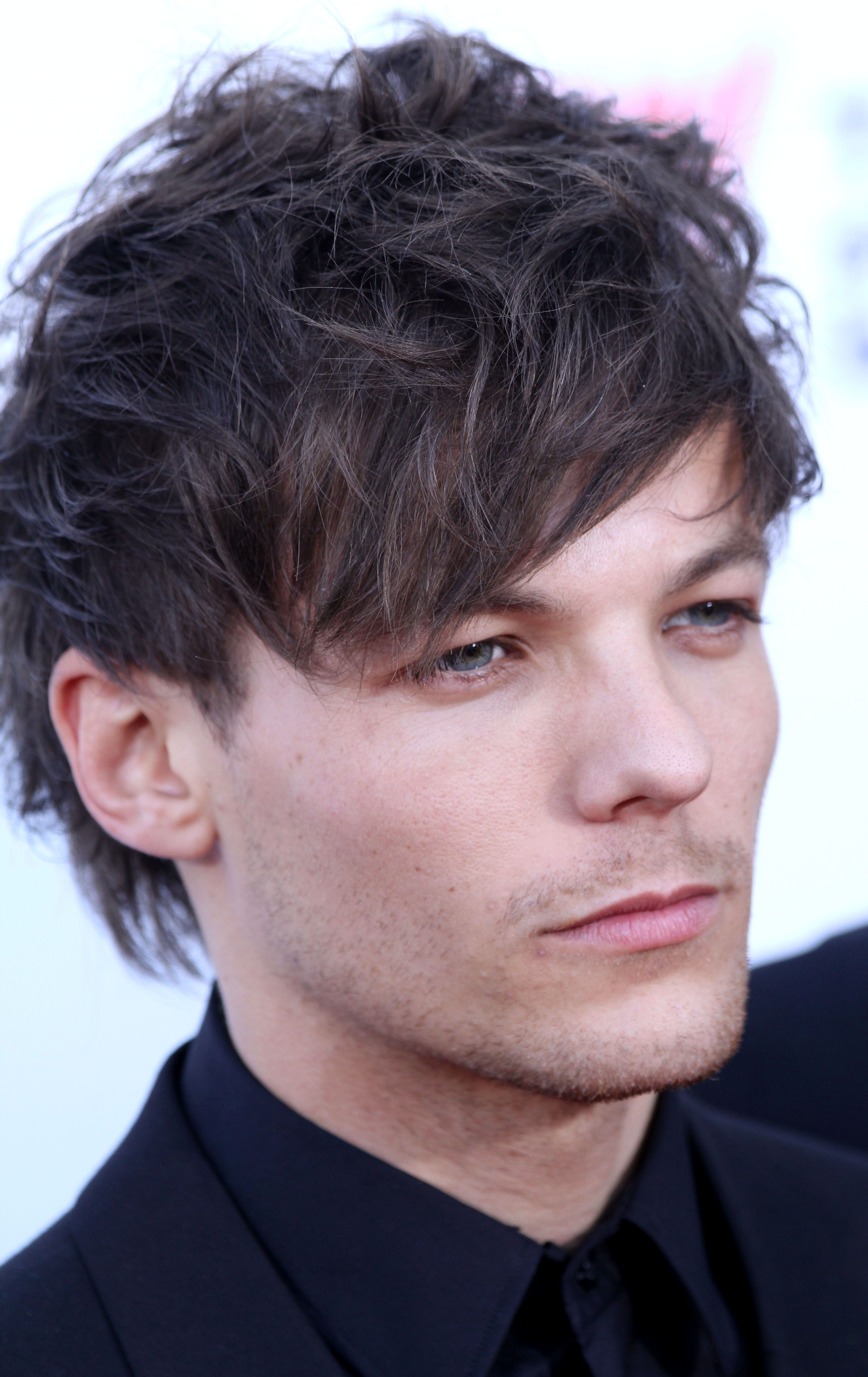
Луї Томлінсон (2018–)

## Сезони

### Сезон 1
Перший сезон проходив з 4 вересня по 11 грудня 2004 року. Переможцем став Steve Brookstein.

### Сезон 2
Перший сезон проходив з 20 серпня по 17 грудня 2005 року. Переможцем став Shayne Ward.

### Сезон 3
Перший сезон проходив з 19 серпня по 16 грудня 2006 року. Переможницею стала Леона Льюїс.